# Holsjön, Hälsingland
Holsjön är en sjö i Nordanstigs kommun i Hälsingland och ingår i Harmångersåns huvudavrinningsområde. Sjön har en area på 0,692 kvadratkilometer och ligger 80,1 meter över havet.

## Delavrinningsområde
Holsjön ingår i det delavrinningsområde (686451-156304) som SMHI kallar för Utloppet av Holsjön. Medelhöjden är 145 meter över havet och ytan är 10,74 kvadratkilometer. Det finns inga avrinningsområden uppströms utan avrinningsområdet är högsta punkten. Vattendraget som avvattnar avrinningsområdet har biflödesordning 3, vilket innebär att vattnet flödar genom totalt 3 vattendrag innan det når havet efter 20 kilometer. Avrinningsområdet består mestadels av skog (67 procent) och jordbruk (11 procent). Avrinningsområdet har 0,68 kvadratkilometer vattenytor vilket ger det en sjöprocent på 6,3 procent.